# Time Almanac
Time Almanac – almanach, publikacja informacyjna wydawana w Stanach Zjednoczonych. Pierwsza edycja almanachu została opublikowana w 1947 przez Dana Golenpaul jako Information Please Almanac. Nazwę zmieniono w 1999, kiedy prawa wydawnicze kupił „Time”.
Information Please została wykreowana w 1947 przez gospodarza i panelistów popularnej audycji radiowej o tym samym tytule. Gospodarz audycji Clifton Fadiman zredagował i pomógł opublikować w 1947 pierwsze wydanie publikacji. W 1997 Information Please została połączona z Time’em. W 2000 opublikowano Time Almanac w wersji dla dzieci.